# 켈트 활엽수림
켈트 활엽수림(Celtic broadleaf forests)은 그레이트브리튼섬 서부와 아일랜드섬 전역에 걸쳐 존재하는 온대 활엽수혼합림이다.
켈트 활엽수림은 지난 수천 년 간 역사와 함께 농경, 보온용 땔감 등의 이유로 파괴되어 왔고 현재 남아있는 면적은 원래의 10%밖에 되지 않는다. 파괴된 숲은 주로 잉글랜드를 위주로 한 목초지로 사용되고 있다.
켈트 활엽수림의 동물상으로는 수달, 유럽오소리, 말사슴, 유럽노루, 북방족제비, 족제비, 관박쥐, 작은관박쥐, 유럽고슴도치, 붉은여우 등이 있다. 또 회색늑대, 멧돼지, 스라소니, 유럽비버 등도 한때 서식했으나 지금은 절멸하고 없다.
식물상으로는 구주물푸레, 은자작나무, 유럽사시나무, 느릅나무, 그외 다양한 참나무들이 있다.
기후는 해양성 기후로, 비가 자주 오고 습도가 높으며 태양광량이 적다. 하지만 대체로 고르게 온도가 유지되며 극한이나 극열이 발생하는 일이 드물다. 높은 습도와 낮은 증발산율(태양광량이 적기 때문)은 숲을 눅눅하게 만든다.
1. ↑  "Celtic broadleaf forests". World Wildlife fund. Accessed 18 April 2020.
2. ↑  "Celtic broadleaf forests". World Wildlife fund. Accessed 18 April 2020.